# Brachy
Brachy és un municipi francès situat al departament del Sena Marítim i a la regió de Normandia. L'any 2007 tenia 728 habitants.

## Demografia

### Població
El 2007 la població de fet de Brachy era de 728 persones. Hi havia 279 famílies de les quals 65 eren unipersonals (30 homes vivint sols i 35 dones vivint soles), 83 parelles sense fills, 122 parelles amb fills i 9 famílies monoparentals amb fills.
La població ha evolucionat segons el següent gràfic:
Habitants censats

### Habitatges
El 2007 hi havia 321 habitatges, 278 eren l'habitatge principal de la família, 24 eren segones residències i 18 estaven desocupats. 316 eren cases i 3 eren apartaments. Dels 278 habitatges principals, 197 estaven ocupats pels seus propietaris, 77 estaven llogats i ocupats pels llogaters i 4 estaven cedits a títol gratuït; 1 tenia una cambra, 16 en tenien dues, 59 en tenien tres, 91 en tenien quatre i 111 en tenien cinc o més. 236 habitatges disposaven pel capbaix d'una plaça de pàrquing. A 112 habitatges hi havia un automòbil i a 133 n'hi havia dos o més.

### Piràmide de població
La piràmide de població per edats i sexe el 2009 era:
| Homes | Edats   | Dones |
| ----- | ------- | ----- |
| 0     | 95 o +  | 0     |
| 4     | 90 a 94 | 0     |
| 4     | 85 a 89 | 0     |
| 0     | 80 a 84 | 4     |
| 4     | 75 a 79 | 12    |
| 4     | 70 a 74 | 8     |
| 24    | 65 a 69 | 20    |
| 32    | 60 a 64 | 16    |
| 8     | 55 a 59 | 28    |
| 36    | 50 a 54 | 12    |
| 32    | 45 a 49 | 36    |
| 24    | 40 a 44 | 28    |
| 12    | 35 a 39 | 24    |
| 20    | 30 a 34 | 24    |
| 32    | 25 a 29 | 36    |
| 28    | 20 a 24 | 20    |
| 40    | 15 a 19 | 32    |
| 32    | 10 a 14 | 24    |
| 12    | 5 a 9   | 12    |
| 16    | 0 a 4   | 28    |

## Economia
El 2007 la població en edat de treballar era de 492 persones, 350 eren actives i 142 eren inactives. De les 350 persones actives 318 estaven ocupades (177 homes i 141 dones) i 31 estaven aturades (13 homes i 18 dones). De les 142 persones inactives 61 estaven jubilades, 27 estaven estudiant i 54 estaven classificades com a «altres inactius».

### Ingressos
El 2009 a Brachy hi havia 281 unitats fiscals que integraven 736 persones, la mediana anual d'ingressos fiscals per persona era de 17.199 €.

### Activitats econòmiques
Dels 17 establiments que hi havia el 2007, 2 eren d'empreses extractives, 2 d'empreses alimentàries, 3 d'empreses de construcció, 5 d'empreses de comerç i reparació d'automòbils, 2 d'empreses d'hostatgeria i restauració i 3 d'empreses de serveis.
Dels 5 establiments de servei als particulars que hi havia el 2009, 1 era un taller de reparació d'automòbils i de material agrícola, 1 guixaire pintor, 2 lampisteries i 1 restaurant.
Dels 2 establiments comercials que hi havia el 2009, 1 era una botiga de menys de 120 m² i 1 una sabateria.
L'any 2000 a Brachy hi havia 9 explotacions agrícoles que ocupaven un total de 642 hectàrees.

## Equipaments sanitaris i escolars
El 2009 hi havia una escola elemental.

## Poblacions més properes
El següent diagrama mostra les poblacions més properes.